# Mafalala
A Mafalala é um bairro localizado em Maputo, Moçambique, no Distrito Urbano de KaMaxaquene. É um dos bairros mais famosos de Moçambique, associado à emergência da identidade moçambicana, nomeadamente à oposição cultural e política africana à administração colonial portuguesa.

## História
O bairro da Mafalala é um bairro recente, originalmente habitado por muçulmanos que vinham de Nampula. A sua toponímia, Mafalala, provém de uma brincadeira de saltar à corda, realizada pelos muçulmanos de Nampula, em que cantavam a música "Falala".
Devido à sua proximidade a zonas comerciais como o Alto Maé e áreas residenciais e turísticas como Sommerschield e Polana, muitos residentes do bairro trabalhavam nas áreas da hotelaria e restauração. Existiam, igualmente, muitos operários.
A construção de hotéis neste bairro exigiu a contratação de operários especializados, muitos contratados nas Ilhas Comoros. A sua permanância na Mafalala criou uma comunidade muçulmana comoreana que se tornou bastante dinâmica.

## Personalidades do bairro
Muitas personalidades notáveis de Moçambique nasceram e cresceram neste bairro: 
- Hilário Rosário da Conceição, jogador de futebol
- José Craveirinha, poeta
- Eusébio da Silva Ferreira, jogador de futebol
- Noémia de Sousa, poetisa
- Samora Machel, político
- Ricardo Chibanga, toureiro
- Fany Mpfumo, músico
- Joaquim Chissano, político
- Pascoal Mocumbi, médico e político

## Influências
Mafalala inspirou, entre outros, músicos como Fany Mpfumo, António William ou escritores como Aldino Muianga. Deste último autor, um dos exemplos mais conhecidos autor é a obra Xitala Mati (1987) que, em ronga, quer dizer lugar das inundações pois a Mafalala é um lugar de inundações cíclicas.

## Pontos de interesse
Através do trabalho de uma ONG moçambicana, o bairro pode ser visitado, com uma visita guiada aos principais pontos de património cultural, tais como:

### Casas relevantes
- Casa Noémia de Sousa;
- Casa Nuno Caliano;
- Casa Panachande;
- Casa Samora Machel;
- Casa José Craveirinha (Comoreanos);
- Casa Joaquim Chissano;
- Casa Pascoal Mocumbi;
- Casa Fany Mpfumo;
- Casa Ricardi Chibanga;
- Casa Eusébio da Silva Ferreira;
- Casa Rui de Noronha;
- Casa-Museu José Craveirinha;

### Mesquitas
- Mesquita Iti Faque;
- Mesquita Baraza;
- Mesquita Cadria;
- Mesquita Chadulia

### Desporto
- "Campinho" de Futebol da Mafalala;

### Cultura
- Tufo da Mafalala;
- Cantina Mufundisse;
- Cantina Gato Preto;
- Mercado da Mafalala;

### Educação
- Escola Primária Unidade 23;
- Escola Primária Unidade 22;

### Outros
- Antiga zona da lixeira ("Bucaria");
- Bairro da Munhuana;
- Praça da Paz;
- Entrada da antiga Praça de Touros;
- Praça 21 de Outubro;
- Bairro de Mikandjuine;
- Bairro da Malhangalene.